# Оскар (71-ша церемонія вручення)
71-ша церемонія вручення нагород премії  «Оскар» Академії кінематографічних мистецтв і наук за досягнення в галузі  кінематографа за 1998 рік  відбулася 21  березня 1999 року в Лос-Анджелесі, штат Каліфорнія, США.

## Переможці та номінанти
Переможці вказуються першими, виділяються жирним шрифтом та відмічені знаком «★».
| Найкращий фільм | Найкраща режисерська робота |
| --- | --- |
| - «Закоханий Шекспір» – Донна Джильотті, Девід Парфітт, Гарві Вайнштайн, Едвард Цвік, Марк Норман ★ - «Врятувати рядового Раяна» – Стівен Спілберг, Ян Брайс, Марк Гордон, Гарі Левінсон - «Єлизавета» – Елісон Мері Оуен, Ерік Фелнер, Тім Беван - «Життя прекрасне» – Ельда Феррі, Джанлуїджі Браскі - «Тонка червона лінія» – Роберт Майкл Гайслер, Грант Хілл, Джон Робердо                                                 | - Стівен Спілберг – «Врятувати рядового Раяна» ★ - Джон Медден – «Закоханий Шекспір» - Пітер Вір – «Шоу Трумена» - Роберто Беніньї – «Життя прекрасне» - Терренс Малік – «Тонка червона лінія» |
| Найкраща чоловіча роль | Найкраща жіноча роль |
| - Роберто Беніньї – «Життя прекрасне» за роль Гвідо Орефісе ★ - Едвард Нортон – «Американська історія Ікс» за роль Дерека Вінярда - Ієн Маккеллен – «Боги й монстри» за роль Джеймса Вейла - Нік Нолті – «Страда» за роль Вейда Вайтхауса - Том Генкс – «Врятувати рядового Раяна» за роль капітана Джона Міллера | - Гвінет Пелтроу – «Закоханий Шекспір» за роль Віоли де Лессепс ★ - Емілі Вотсон – «Гіларі і Джекі» за роль Жаклін дю Пре - Кейт Бланшетт – «Єлизавета» за роль королеви Елизавети I - Меріл Стріп – «Справжні цінності» за роль Кейт Гулден - Фернанда Монтенегру – «Центральний вокзал» за роль Айседори «Дора» Тейшейри |
| Найкраща чоловіча роль другого плану | Найкраща жіноча роль другого плану |
| - Джеймс Коберн – «Страда» за роль Глена Вайтхауса ★ - Біллі Боб Торнтон – «Простий план» за роль Джейкоба Мітчелла - Джеффрі Раш – «Закоханий Шекспір» за роль Філіпа Хенслоу - Ед Гарріс – «Шоу Трумена» за роль Христофора - Роберт Дюваль – «Цивільний позов» за роль Джеррі Фачера | - Джуді Денч – «Закоханий Шекспір» за роль королеви Єлизавети I ★ - Кеті Бейтс – «Основні кольори» за роль Бетсі Райт - Лінн Редґрейв – «Боги й монстри» за роль Ганни - Бренда Блетін – «Голосок» за роль Марі Гоф - Рейчел Гріффітс – «Гіларі і Джекі» за роль Гіларі дю Пре |
| Найкращий оригінальний сценарій | Найкращий адаптований сценарій |
| - «Закоханий Шекспір» – Марк Норман, Том Стоппард ★ - «Врятувати рядового Раяна» – Роберт Родат - «Життя прекрасне» – Вінченцо Черамі, Роберто Беніньї - «Шоу Трумена» – Ендрю Нікол - «Булворт» – Воррен Бітті, Джеремі Піксер | - «Боги й монстри» – Білл Кондон за романом «Батько Франкенштейна» Крістофера Брема ★ - «Простий план» – за однойменним романом Скотта Сміта - «Тонка червона лінія» – Терренс Малік за однойменним романом Джеймса Джонса - «За межами видимості» – Скотт Френк за однойменним романом Елмора Леонарда - «Основні кольори» – Елейн Мей за однойменним романом Джо Кляйна |
| Найкраща оригінальна драматична партитура | Найкращий міжнародний художній фільм |
| - «Життя прекрасне» – Нікола Піовані ★ - «Врятувати рядового Раяна» – Джон Вільямс - «Єлизавета» – Девід Хіршфельдер - «Плезантвіль» – Ренді Ньюман - «Тонка червона лінія» – Ганс Циммер | - «Життя прекрасне», реж. Роберто Беніньї ★ - «Діти небес», реж. Маджид Маджиді - «Дід», реж. Хосе Луїс Гарсі - «Танго», реж. Карлос Саура - «Центральний вокзал», реж. Вальтер Саллес |
| Найкращий документальний повнометражний фільм | Найкращий документальний короткометражний фільм |
| - «Останні дні» – Джеймс Молл, Кеннет Ліппер ★ - «Ленні Брюс: Присягаюся казати правду» – Роберт Вайд - «Танцювальниця» – Метью Даймонд, Джеррі Купфер - «Ферма: Ангола, США» – Джонатан Стек, Ліз Гарбус - «Шкода повідомити» – Барбара Соннеборн, Джанет Коул | - «Особистість: Імпровізації про романтику в золоті роки» – Кейко Ібі ★ - «Місце на землі» – Чарльз Гуггенхайм - «Схід сонця над площею Тяньаньмень» – Шуй-Бо Ван, Дональд МакВільямс |
| Найкращий ігровий короткометражний фільм | Найкращий анімаційний короткометражний фільм |
| - «Ніч виборів» – Кім Магнуссон, Андерс Томас Єнсен ★ - «Віктор» – Саймон Сендквіст, Джоел Бергвалл - «Культура» – Вілл Спек і Джош Гордон - «Листівка» – Вівіан Гоффет - «Святковий роман» – Олександр Джові, Джей Джей Кіт | - «Зайчик» – Кріс Ведж ★ - «Більше» – Марк Бейкер, Стів Калафер - «Коли життя йде» – Карстен Кілеріх, Стефан Фьєльдмарк - «Веселий Роджер» – Марк Бейкер - «Кентерберійські оповідання» — Крістофер Грейс, Джонатан Майерсон |
| Найкраща оригінальна музична або комедійна партитура | Найкраща пісня до фільму |
| - «Закоханий Шекспір» – Стівен Уорбек ★ - «Життя комах» – Ренді Ньюман - «Мулан» – музика: Метью Вайлдер; слова: Девід Зіппел; оркестрова партитура: Джеррі Голдсміт - «Принц Єгипту» – музика та слова: Стівен Шварц; оркестрова партитура: Ганс Циммер - «Патч Адамс» – Марк Шайман | - «When You Believe» — «Принц Єгипту» – музика та слова: Стівен Шварц ★ - «I Don't Want to Miss a Thing» — «Армагеддон» – музика та слова: Дайан Воррен - «The Prayer» — «Чарівний меч: У пошуках Камелота» – музика: Керол Байєр Сагер, Девід Фостер; слова: Керол Байєр Сагер, Девід Фостер, Тоні Реніс, Альберто Теста - «A Soft Place to Fall» — «Заклинатель коней» – музика та слова: Еллісон Мурер, Гвілім Оуен - «That'll Do» — «Бейб:Поросятко у місті» – музика та слова: Ренді Ньюман |
| Найкращий монтаж звукових ефектів | Найкращий звук |
| - «Врятувати рядового Раяна» – Гері Рідстром, Річард Гімни ★ - «Армагеддон» – Джордж Воттерс II - «Маска Зорро» – Дейв Макмойлер | - «Врятувати рядового Раяна» – Гері Рідстром, Гері Саммерс, Енді Нельсон, Рон Джадкінс ★ - «Армагеддон» – Кевін О'Коннелл, Грег П. Рассел, Кіт А. Вестер - «Закоханий Шекспір» – Робін О'Донох'ю, Домінік Лестер, Пітер Глоссоп - «Тонка червона лінія» – Енді Нельсон, Анна Бельмер, Пол Брінкат - «Маска Зорро» – Кевін О'Коннелл, Грег П. Рассел, Пуд Кьюсак |
| Найкраща робота художника-постановника | Найкраща операторська робота |
| - «Закоханий Шекспір» – артдиректор: Мартін Чайлдс; художник-декоратор: Джилл Кертьє ★ - «Врятувати рядового Раяна» – артдиректор: Томас Е. Сандерс; художник-декоратор: Ліза Дін - «Єлизавета» – артдиректор: Джон Міре; художник-декоратор: Пітер Ховітт - «Куди приводять мрії» – артдиректор: Еудженіо Дзанетті; художник-декоратор: Сінді Карр - «Плезантвіль» – артдиректор: Жанін Оппволл; художник-декоратор: Джей Харт | - «Врятувати рядового Раяна» – Януш Камінський ★ - «Єлизавета» – Ремі Адефрасін - «Закоханий Шекспір» – Річард Гретрекс - «Тонка червона лінія» – Джон Толл - «Цивільний позов» – Конрад Голл |
| Найкращий грим та зачіски | Дизайн костюмів |
| - «Єлизавета» – Дженні Ширкор ★ - «Врятувати рядового Раяна» – Лоіс Бервелл, Конор О'Салліван, Деніел К. Стріпеке - «Закоханий Шекспір» – Ліза Весткотт, Вероніка Бребнер | - «Закоханий Шекспір» – Сенді Пауелл ★ - «Єлизавета» – Олександра Бірн - «Плезантвіль» – Юдіанна Маковська - «Коханий» – Коллін Етвуд - «Оксамитова золота копальня» – Сенді Пауелл |
| Найкращий монтаж | Найкращі візуальні ефекти |
| - «Врятувати рядового Раяна» – Майкл Кан ★ - «Життя прекрасне» – Симона Паггі - «Закоханий Шекспір» – Девід Гембл - «Тонка червона лінія» – Біллі Вебер, Леслі Джонс, Саар Кляйн - «За межами видимості» – Енн В. Коутс | - «Куди приводять мрії» – Джоел Хайнек, Ніколас Брукс, Стюарт Робертсон, Кевін Мак ★ - «Армагеддон» – Річард Р. Гувер, Патрік МакКланг, Джон Фрейзер - «Могутній Джо Янг» – Рік Бейкер, Хойт Єтман, Аллен Холл, Джим Мітчелл |

## Фільми з кількома номінаціями та нагородами
На премії «Оскара» фільми отримали номінації.
| Номінації | Фільм   | Нагороди |
| --------- | ------- | -------- |
| _         | «[[_]]» | _        |
| _         | «[[_]]» | _        |